# Just Nuts
Just Nuts  è un cortometraggio muto del 1915 prodotto e diretto da Hal Roach ed interpretato da Harold Lloyd.

## Produzione
Il film fu prodotto da Hal Roach per la Rolin Films (come Phunphilms).

## Distribuzione
Distribuito dalla Pathé Exchange, il film, girato nel 1914, uscì nelle sale cinematografiche USA il 19 aprile 1915.